# Micralestes schelly
Micralestes schelly är en fiskart som beskrevs av Melanie L. J. Stiassny och Victor Mamonekene 2007. Micralestes schelly ingår i släktet Micralestes och familjen Alestidae. IUCN kategoriserar arten globalt som otillräckligt studerad. Inga underarter finns listade i Catalogue of Life.